# Burg Mengerskirchen
Die Burg Mengerskirchen, das heutige Schloss Mengerskirchen, befindet sich an der ehemaligen Stadtmauer in Mengerskirchen im Landkreis Limburg-Weilburg.

## Geschichte
Vermutlich unter der Dillenburger Linie des Hauses Nassau wurde die Burg ab 1312 in dem 1217 erstmals erwähnten Ort Mengerskirchen erbaut. Der Wohnturm lässt sich auf 1320 datieren. Der vorgelagerte Ort erhielt 1321 Stadtrechte. 1341 kam die Burg in den Besitz des Grafen Heinrich II. von Nassau-Beilstein. In diesem Zusammenhang wurde sie auch erstmals urkundlich erwähnt. Unter den Beilsteinern wurde das Bauwerk vor allem als Witwensitz genutzt und zeitweise auch verpfändet, unter anderem an Kurtrier. Als die Beilsteiner Linie 1561 wieder in der Dillenburger Linie aufging, kam auch das Schloss Mengerskirchen wieder in nassau-dillenburgischen Besitz und aus diesem in die neu gegründete Grafschaft Nassau-Hadamar.
In den Jahren 1628 bis 1635 ließ Graf Johann Ludwig von Nassau-Hadamar die Burg nach Norden zu einem Jagdschloss mit Stuben für Verwaltungsbeamte umbauen. Um 1662 wurde unter Moritz Heinrich von Nassau-Hadamar ein weiterer, flacher Nordflügel angebaut. 1711 bis 1806 war sie Sitz des nassau-dillenburgischen, später nassau-oranischen Amtes Mengerskirchen. Von 1716 bis 1814 befand sich der Betsaal der reformierten Gemeinde im Schloss, von 1811 bis 1813 eine Kaserne der napoleonischen Gendarmerie. 1818 kaufte die Gemeinde Mengerskirchen das Schloss für 1220 Gulden. Von 1819 bis 1973 diente es als Schulgebäude. Teile des Wohnturms stürzten im 19. Jahrhundert ein und wurden wieder instand gesetzt. 1981 bis 1983 wurden zunächst die Schlossgebäude außer dem Wohnturm und 1984 bis 1990 auch der Wohnturm saniert. Bei diesen Arbeiten traten im Wohnturm Reste spätgotischer Fresken zutage.

## Heutige Nutzung
Das Schloss ist seit 1983 Sitz der Gemeindeverwaltung und Bürgerhaus. Weiterhin ist im Turm seit 1990 ein Heimatmuseum eingerichtet.

## Anlage
Bei dem Schloss handelt es sich um einen langgezogenen dreigeschossigen Bau. An der südwestlichen Ecke befindet sich ein viergeschossiger, unterkellerter Wohnturm mit Satteldach und Wehrgang, der vermutlich älteste Teil der Anlage. Auf der Außenseite des Hauptgebäudes ist ein halbrunder Turm angebracht. Auf der Hofseite befindet sich ein Treppenturm. Dieser Turm markiert den Übergang vom älteren, vor 1600 gebauten Teil des Haupthauses zum später unter den Nassau-Hadamarer Fürsten hinzugefügten Teil.
Zum Innenhof verfügt das Schloss über einen stumpfwinklig ansetzenden Seitenflügel mit offenem Laubengang und Arkadenwand mit vier Rundbögen auf Säulen toskanischer Ordnung.
Im Bereich des Schlosses haben sich Reste der alten Stadtbefestigung erhalten. Teilweise wurde die Stadtmauer 1970 jedoch für den Anbau des Bürgersaales abgerissen. Der ehemalige Schoßgraben ist durch einen Park ersetzt.
Zusätzlich zum Denkmalschutz hat die Burg den Schutzstatus für den Kriegsfall nach der Haager Konvention erhalten.